# پاراپانرا
پاراپانرا است سرده‌ای از مورچه‌ها و تنها سردهٔ در زیرخانواده Paraponerinae می‌باشد. این نام به معنای «نزدیک به پانرا» است. شامل گونهٔ موجودِ مورچه گلوله‌زن که در قلمرو نوگرمسیری یافت می‌شود و همچنین گونهٔ فسیلیِ Paraponera dieteri می‌باشد.